# Scopula palpifera
Scopula palpifera är en fjärilsart som beskrevs av Louis Beethoven Prout 1925. Scopula palpifera ingår i släktet Scopula och familjen mätare. Inga underarter finns listade.